# Bryan Marshall
Bryan Marshall (Battersea, London, 1938. május 19. – 2019. június 25.) angol színész.

## Fontosabb filmjei
Mozifilmek
- Raszputyin, az őrült szerzetes (Rasputin the Mad Monk) (1966)
- Alfie – Szívtelen szívtipró (Alfie) (1966)
- Az ördög maga (The Witches) (1966)
- The Viking Queen (1967)
- Quatermass és a pokol (Quatermass and the Pit) (1967)
- Moszkitó század (Mosquito Squadron) (1969)
- Háromig számolok (I Start Counting) (1970)
- Man in the Wilderness (1971)
- Because of the Cats (1973)
- Kémek keringője (The Tamarind Seed) (1974)
- A kém, aki szeretett engem (The Spy Who Loved Me) (1977)
- Hosszú nagypéntek (The Long Good Friday) (1980)
- 4D Special Agents (1981)
- BMX banditák (BMX Bandits) (1983)
- Bliss (1985)
- Hot Target (1985)
- Visszatérés a Fagyos Folyóhoz (The Man from Snowy River II) (1988)
- A Büntető (The Punisher) (1989)
- The Phantom Horsemen (1992)
- Vidéki élet (Country Life) (1994)
- Chicken (1996)
- Hard Edge (1997)
- Selkie (2000)
- Courts mais GAY: Tome 13 (2007, az Into the night részben)

Tv-filmek és sorozatok
- Az Angyal kalandjai (The Saint) (1963, 1968, tv-sorozat, két epizódban)
- United!  (1965–1966,  51 epizódban)
- A Forsyte Saga (The Forsyte Saga) (1967, három epizódban)
- A hiúság vására (Vanity Fair) (1967, tv-film)
- Az Onedin család (The Onedin Line) (1971, egy epizódban)
- Új Scotland Yard (New Scotland Yard) (1972, egy epizódban)
- Az Angyal visszatér (Return of the Saint) (1978, egy epizódban)
- Meghökkentő mesék (Tales of the Unexpected) (1983, egy epizódban)

## További információ
- Bryan Marshall a PORT.hu-n (magyarul)
- Bryan Marshall az Internetes Szinkronadatbázisban (magyarul)
- Bryan Marshall az Internet Movie Database-ben (angolul)
- Bryan Marshall a Rotten Tomatoeson (angolul)